# Auriparus flaviceps
Il verdino (Auriparus flaviceps Sundevall, 1850) è un uccello della famiglia dei Remizidi. È l'unica specie del genere Auriparus S. F. Baird, 1864 e la sola specie della famiglia presente nel Nuovo Mondo.

## Tassonomia
Se ne riconoscono sei sottospecie:
- A. f. acaciarum Grinnell, 1931 - Stati Uniti sud-occidentali, Bassa California settentrionale, Sonora centrale, Chihuahua centrale e Durango centrale (Messico nord-occidentale);
- A. f. ornatus (Lawrence, 1851) - Stati Uniti centro-meridionali e Messico nord-orientale;
- A. f. flaviceps (Sundevall, 1850) - Bassa California centrale, Sonora meridionale e Sinaloa settentrionale (Messico nord-occidentale);
- A. f. lamprocephalus (Oberholser, 1897) - Bassa California meridionale (Messico nord-occidentale);
- A. f. sinaloae (A. R. Phillips, 1986) - Sinaloa nord-occidentale (Messico nord-occidentale);
- A. f. hidalgensis (A. R. Phillips, 1986) - Messico centro-settentrionale.

## Descrizione
Il verdino è un uccello di dimensioni molto piccole. Con i suoi 11 cm di lunghezza, contende alla cincia di macchia il titolo di passeriforme più piccolo del Nordamerica. Ha un piumaggio completamente grigio, e gli adulti hanno la testa color giallo brillante e una «macchia scapolare» (le piccole copritrici) rossiccia. Diversamente dalle cince, ha un becco affilato e appuntito.

## Distribuzione e habitat
Il verdino è una specie stanziale diffusa negli Stati Uniti sud-occidentali e nel Messico settentrionale, dalla California sud-orientale al Texas, attraverso la Bassa California, fino al Messico centrale, a nord della Fascia Vulcanica Trasversale.

## Biologia
Il verdino è insettivoro e va alla continua ricerca di cibo tra gli alberi e gli arbusti del deserto. Conduce vita generalmente solitaria, fatta eccezione per la stagione della nidificazione, quando ogni coppia si dedica alla costruzione di un nido voluminoso. All'occasione i verdini cercano di ricavare frammenti di acqua zuccherata essiccata dalle mangiatoie poste per i colibrì.